# Гниличка (річка)
Гниличка — річка  в Україні, у Козятинському  районі Вінницької області, права притока  Десни (басейн Південного Бугу).

## Опис
Довжина річки 6,5 км., площа басейну - 21,8 км². Формується з багатьох безіменних струмків та водойм.

## Розташування
Бере  початок на північно-східній стороні від села Миколаївки. Тече переважно на південний схід через урочище Калиновщину, село Михайлин і у Широкій Греблі впадає у річку Десну, ліву притоку Південного Бугу. 